# Татт, Уильям Тайер
Уи́льям Та́йер Татт (англ. William Thayer Tutt; 2 марта 1912, Коронадо, Калифорния, США — 24 февраля 1989, Эль-Пасо, Техас, США) — хоккейный функционер, президент ИИХФ (1966—1969). Бизнесмен, владелец отеля «Бродмор» в Колорадо-Спрингс.
В 1963 году он стал вице-президентом ИИХФ и занимал этот пост до 1989 года, сделав перерыв на время президентства. Президентом ИИХФ У. Т. Татт стал в 1966 году, пробыв на этом посту до 1969 года. С 1986 года — почётный президент ИИХФ.
- В 1973 году Уильям Тайер Татт стал членом Зала хоккейной славы США
- В 1978 году был избран в Зал хоккейной славы в Торонто (Канада).
- В 2002 году был введён в Зал славы ИИХФ.

Осенью 1979 года в официальный календарь ИИХФ был включён розыгрыш приза Тайера Татта, который в год зимних Олимпиад оспаривают сборные стран, не участвующих в хоккейном турнире Зимних Олимпийских Игр.